# Metagenes
Metagenes (în greacă Μεταγένης) a fost un arhitect din Creta antică, fiul arhitectului cretan Chersiphron⁠(en)[traduceți].
A fost co-arhitect, împreună cu tatăl său, la construirea Templului zeiței Artemis de la Efes, una dintre cele Șapte Minuni ale Lumii Antice.
Numele arhitectului este amintit în lucrarea  De arhitectura⁠(en)[traduceți] a lui Vitruviu.